# Scolopia closii
Scolopia closii är en videväxtart som beskrevs av François Gagnepain. Scolopia closii ingår i släktet Scolopia och familjen videväxter. Inga underarter finns listade i Catalogue of Life.